# Улун

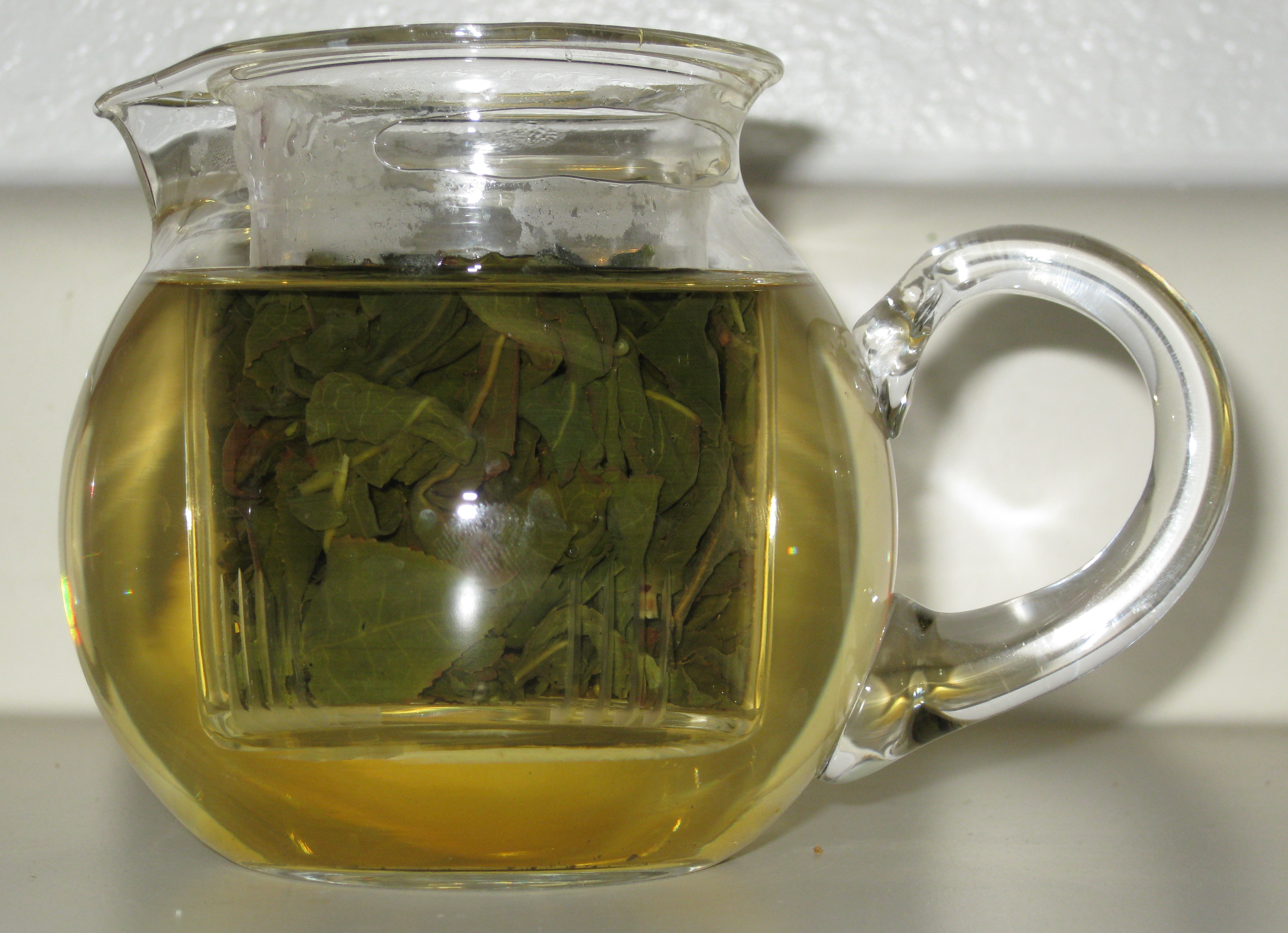
Слабо- или среднеферментированный улун

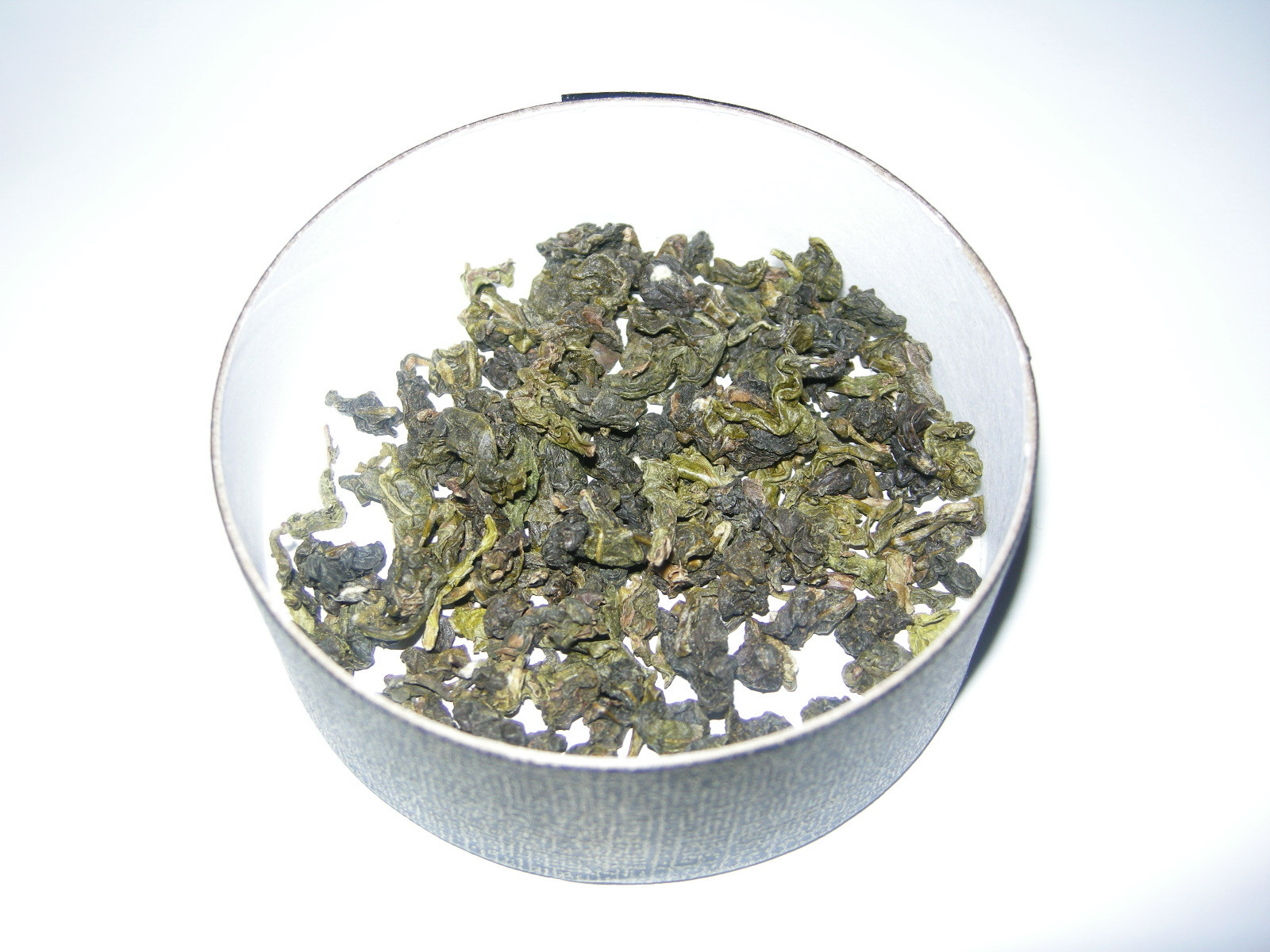
Мао Се

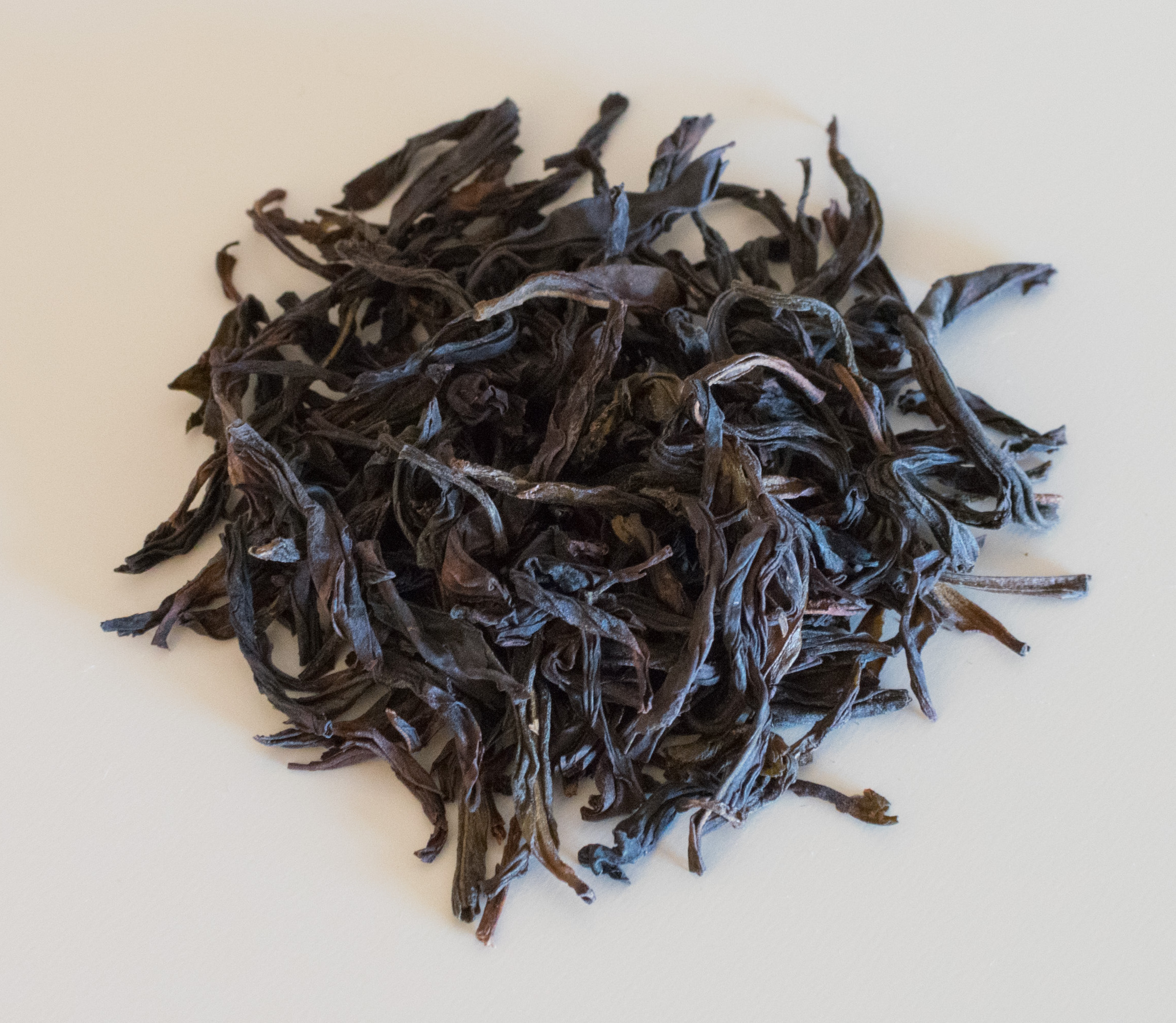
Чай Ми Лань Сиан даньцун

Улун (кит. трад. 烏龍, упр. 乌龙, пиньинь wū lóng, «тёмный дракон»), оолонг (англ. oolong), цин ча («бирюзовый чай») — полуферментированный чай, который по китайской классификации занимает промежуточное положение между жёлтым и красным.
По классификации по степени ферментации ферментируется на 50 % (в лучшем случае). При его обработке ферментацию не доводят до конца: ей подвергается не весь лист, а лишь его края и часть поверхности. В то же время внутренние слои чайного листа сохраняют присущую им структуру и не ферментируются. Поэтому считается, что «улун» сочетает в себе свойства как зелёного — яркий аромат, так и красного — насыщенный вкус. Различают два подвида — ближе к зелёным (степень ферментации меньше) и ближе к красным чаям (степень ферментации больше).
История таких чаёв насчитывает около 300—400 лет. Чай этого вида используется при церемонии «гунфу-ча», что можно перевести как «высшее чайное мастерство».
Заваривают улун водой, нагретой до температуры 82—85 градусов.

## Описание
Производится в Китае в трёх местах: на юге и севере Фуцзяни, в провинции Гуандун и на острове Тайвань. На юге Фуцзяни и на Тайване производят слабоферментированные улуны (менее 50 % ферментации), на севере Фуцзяни и Гуандуне — сильноферментированные (более 50 % ферментации) улуны.
Традиционно считается, что сильноферментированные улуны появились раньше. Лучшие сорта — высокогорные, традиционно это горы Уи провинции Фуцзянь и Фениксовые горы провинции Гуандун. Изготавливаются такие чаи из сырья чайных древовидных кустарников определённого сорта; лист должен быть полностью развившимся и мясистым. Лучшие сорта получают от так называемых «материнских кустов», от которых пошёл оригинальный сорт такого чая. На севере Фуцзяни лучшие представители: Да Хун Пао, Те Ло Хань, Бай Цзи Гуань, Шуи Цзинь гуй и т. д., Гуандун — Фэн Хуан Дань Цун.
Слабоферментированные улуны производятся из сырья чайных кустов. Самые лучшие — высокогорные. Лучшие представители: Те Гуань Инь — самый популярный и известный сорт, южная Фуцзянь; Дун Дин, Цуй Юй, Алишань, Шань Линь Си — Тайвань. Делаются из полностью развившихся мясистых листьев.
Можно выделить отдельный вид — ароматизированные улуны; ароматизируются женьшенем, цветами османтуса душистого, лепестками роз, для ароматизации используют экстракты разного качества. Чаще всего такие улуны делают на Тайване, где проводится большое количество экспериментов с обработкой чая, которая сочетает как классические, так и современные методы.
Молочный улун (奶香金萱 [nǎi xiāng jīn xuān] — Най Сян Цзинь Сюань) — тип чая, разработанный в 1980 году. Он отличается типом ферментации. Однако иногда под таким названием могут продавать ароматизированный улун.
Один из удачных чайных экспериментов — Лао ча, или выдержанные улуны. Состаривание происходит естественным путём по определённой технологии (предпочтительный вариант) или с помощью температурной обработки. Представители: Лао Те Гуань Инь, Лао Ча Ван.
Лучшая пора года для сбора такого чая — осень, тогда чай получается сбалансированным по аромату и вкусу. Весенние чаи более ароматны, однако, уступают в глубине вкуса.

## Технология изготовления

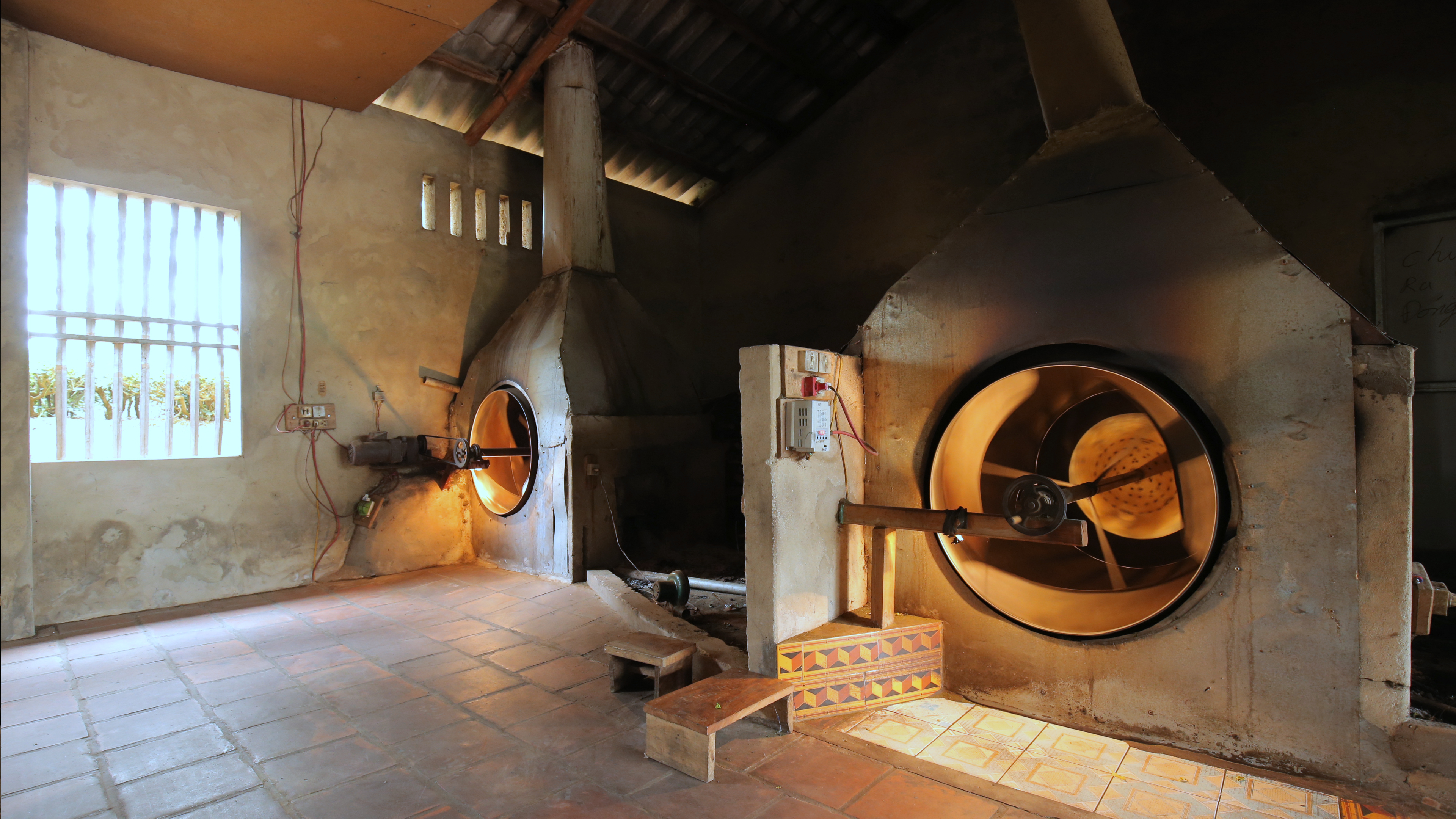
Печь-миксер для сушки чайных листьев

В отличие от многих других видов чая, для которых используются верхние листочки и листовые почки с белыми ворсинками (бай хао, отсюда «байховый»), улуны производятся из сочных зрелых листьев, собранных со взрослых кустов.
Собранные листья завяливаются на солнце от получаса до часа. Затем подсушенные листья укладывают толстым слоем в корзины и помещают в тень для ферментации. Ключевой момент в приготовлении — во время ферментации листья каждый час аккуратно перемешивать и разминать, при этом стараясь не ломать. Такая обработка приводит к неравномерной ферментации — в большей степени с краёв листьев. В зависимости от длительности процесса и особенностей сырья достигается различная степень ферментации — от 20 % до 60 % (для большинства улунов она находится в пределах 40—50 %).
После достижения нужной степени ферментации её прерывают нагревом — листья просушивают при температуре 250—300 °C. Обычно сушка проводится в три этапа: сначала листья подсушивают в течение нескольких минут, затем проводят скручивание, после чего досушивают чай, чтобы снизить его влажность и окончательно остановить ферментацию.

## Хранение
Хранится такой чай в герметичной посуде с хорошо притёртой крышкой, керамической, стеклянной, жестяной без доступа света и влаги, а также сильных запахов, так как чай хорошо их впитывает. С момента сбора тайваньский улун может храниться один год в морозильнике при температуре −20 градусов, через год чай считается несвежим и подходит только для производства ароматизированного чая.

## Известные сорта
Известно не более тридцати сортов улунов, до недавнего времени все они производились исключительно в Китае (включая Тайвань). В последние годы география производства улунов заметно расширилась — Непал, Индия (Дарджлинг), Япония, Вьетнам, Индонезия (Ява), Новая Зеландия. По качеству они делятся на категории: отборнейший, отборный, тончайший, тонкий, высший, прекрасный, хороший и обыкновенный.

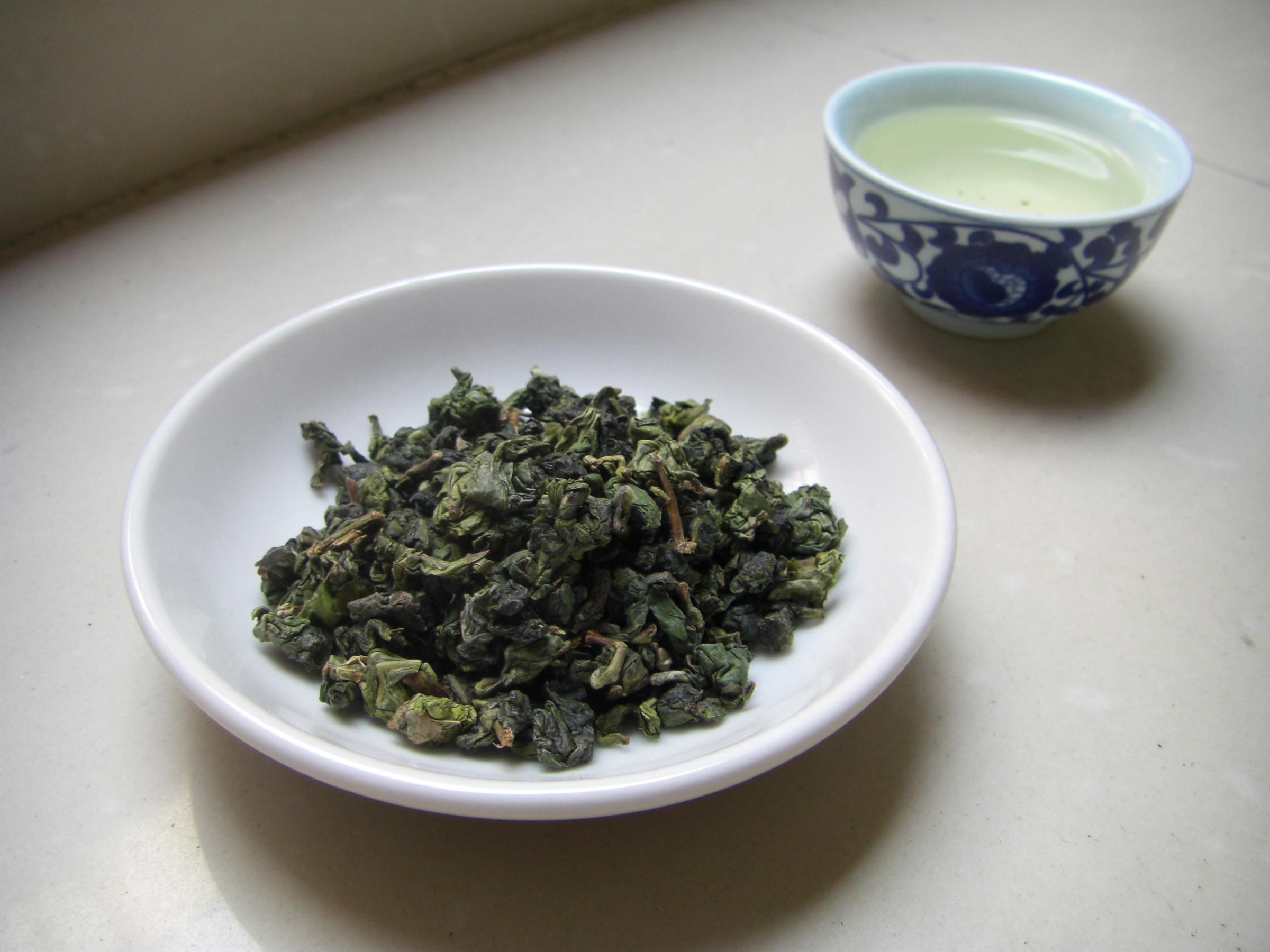
Те гуаньинь

- Те Гуань Инь — китайский слабоферментированный улун.
- Да Хун Пао — китайский сильноферментированный улун.
- Пэн Фэн — один из наиболее известных тайваньских сортов улунов.
- Фэн Хуан Дань Цун («Одинокие кусты с горы Феникса»), или «Фениксовый улун» — выращивается в уездах Чаоань, Шаопин, Цяолин провинции Гуандун, собирается в небольших количествах. Изготовляется из нежных листочков чайных кустов, растущих на высоте 1500 м над уровнем моря. Обладает выраженными целебными свойствами, является афродизиаком, а за то, что дает сильный эффект чайного опьянения, иногда называется «галлюциногенным чаем». В Китае говорят, что этот сорт улуна обладает тремя качествами: вынослив к многократной заварке, вынослив к долгому хранению, вынослив к горячей воде. В 1985 году вошел в список 16-ти самых лучших чаев Китая[5].
- Гуй хуа — улун, ароматизированный цветами османтуса душистого. Слабоферментированный чай с фруктовыми нотками.